# 第九代史賓沙伯爵查理斯·史賓沙
查爾斯·史賓沙（英語：Charles Spencer, 9th Earl Spencer，1964年5月20日—），第九代史賓沙伯爵，第八代伯爵約翰·史賓沙與法蘭西絲·尚德·基德唯一的兒子，威爾斯王妃黛安娜的弟弟。

## 家庭
1989年，史賓沙與維多利亞·洛克伍德結婚，兩人共有1子3女：
- 姬蒂（英语：Lady Kitty Spencer）（1990年出生）
- 艾莉莎（1992年出生）
- 卡提雅（1992年出生）
- 路易（英语：Louis Spencer, Viscount Althorp）（1994年出生）

兩人於1997年離婚。2001年，史賓沙與卡羅琳·佛呂德（Caroline Freud）結婚，兩人共有1子1女：
- 艾德蒙（2003年出生）
- 拉拉（2006年出生）

兩人於2007年離婚。2011年，史賓沙與凱倫·戈登結婚，兩人有一個女兒：
- 夏洛特（2012年出生）